# Yusuke Saikawa
Yusuke Saikawa (斉川 雄介 Saikawa Yusuke?, nacido el 10 de junio de 1985 en Hokkaido) es un exfutbolista japonés. Jugador de delantero y su último club fue el Consadole Sapporo de Japón.

## Trayectoria

### Clubes
| Club              | País  | Año  |
| ----------------- | ----- | ---- |
| Consadole Sapporo | Japón | 2004 |